# Cattedrale di San Giusto (Trieste)
La basilica cattedrale di San Giusto Martire è il principale edificio religioso cattolico, nonché duomo della città di Trieste. Si trova sulla sommità dell'omonimo colle che domina la città.
Dal 1940 è monumento nazionale italiano.

## Storia
Come viene riferito dalla maggior parte degli storici triestini, l'aspetto attuale della basilica deriva dall'unificazione delle due preesistenti chiese di Santa Maria e di quella dedicata al martire san Giusto, che vennero inglobate sotto uno stesso tetto dal vescovo Rodolfo Pedrazzani da Robecco tra gli anni 1302 e 1320 per provvedere la città di una cattedrale imponente.
La prima notizia riguardante la cattedrale risale all'anno 1337, quando il campanile dell'ex chiesa di Santa Maria venne rivestito con uno spesso muro per poter sostenere il nuovo edificio. I lavori al campanile si conclusero nel 1343, ma quelli alla chiesa si protrassero praticamente fino alla fine del secolo. Il campanile in origine era più elevato, ma nel 1422 venne colpito da un fulmine e venne ridotto all'altezza attuale.
Dopo la definitiva dedizione della città all'Austria (1382), l'allora imperatore Leopoldo III nominò il primo vescovo tedesco di Trieste, Enrico de Wildenstein, che in data 27 novembre 1385 consacrò l'altare maggiore della cattedrale.
Nel novembre del 1899 papa Leone XIII la elevò alla dignità di basilica minore.

## Esterno

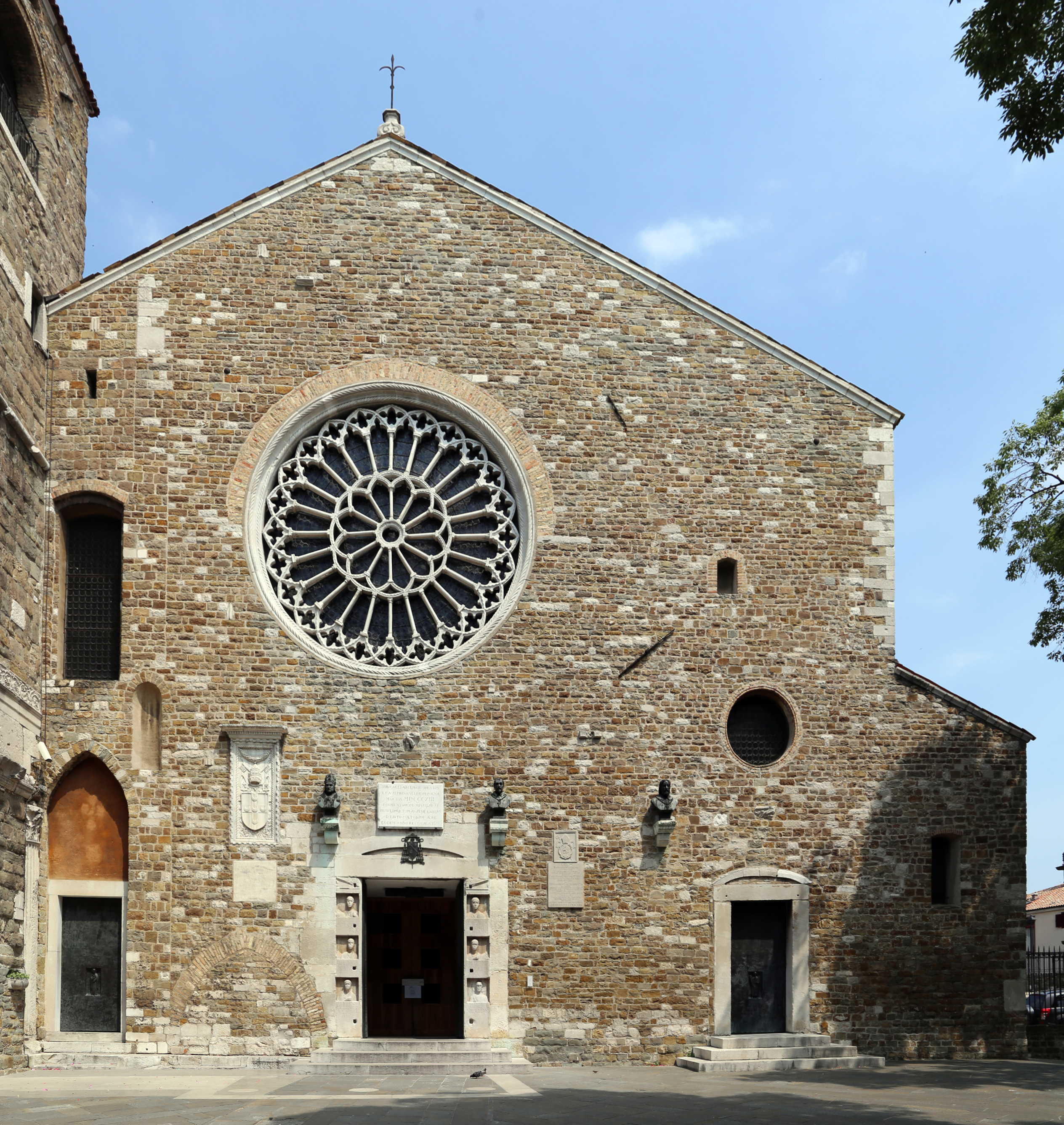
La facciata

L'austera facciata della chiesa è arricchita da un enorme rosone di pietra carsica, elaborato sul posto da maestri scalpellini ingaggiati a Soncino, vicino a Cremona, donde proveniva il vescovo. Ne rimane un ricordo nella denominazione della via dei Soncini a Trieste.
Sia il campanile che la facciata della chiesa sono generosamente coperti con reperti del periodo romano. Il portale d'entrata fu per esempio ricavato da un antico monumento funebre. I busti in bronzo, aggiunti nel 1862 alla facciata su mensole ricavate da piedistalli romani, rappresentano tre vescovi illustri: Enea Silvio Piccolomini, poi papa Pio II, Rinaldo Scarlicchio, scopritore delle reliquie venerate nella cattedrale, e Andrea Rapicio, umanista del XVI secolo, a cui è stato aggiunto nel 2020 il vescovo Antonio Santin.
Il campanile ospita un complesso di cinque grosse campane. Alla più grossa di queste campane è dedicato La campana di San Giusto, brano musicale patriottico scritto da Giovanni Drovetti e musicato da Colombino Arona nel 1915, cantato molti decenni dopo dal celebre tenore Luciano Pavarotti.
Il tozzo del campanile è del XIV secolo. Una statua romanico-bizantina di San Giusto (X-XI secolo) trova posto in un'edicola gotica: in una mano regge il modello della città e nell'altra la palma del martirio (la testa, di dimensioni diverse dal corpo, è di riutilizzo).

## Interno

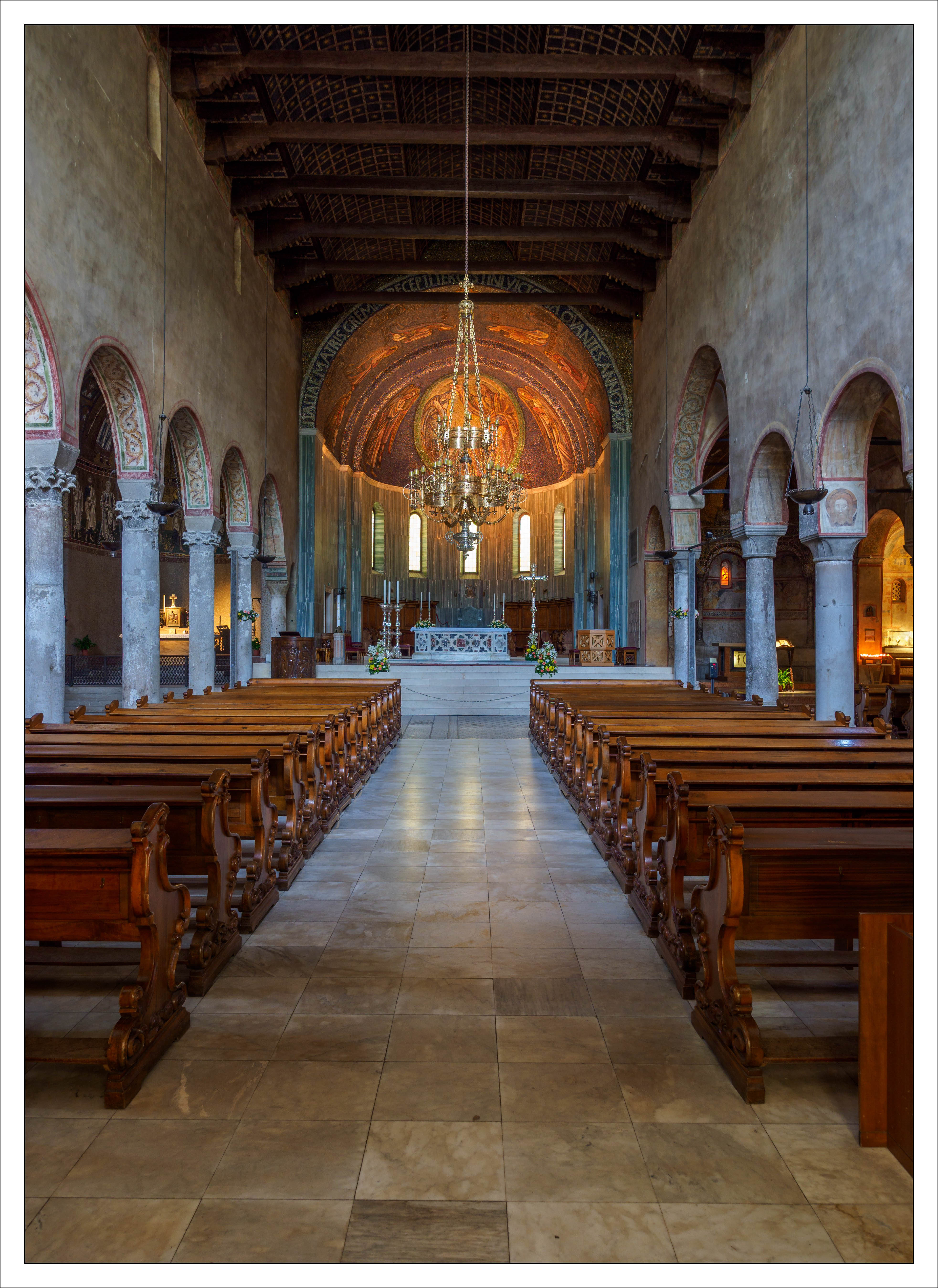
Interno

Non ci sono molti dati sulla decorazione interna della chiesa. Certamente al Trecento risale il soffitto carenato della navata principale. 
Nell'anno 1423 l'abside fu affrescata da Domenico Lu Domine e Antonio Baietto, artisti friulani, e tale rimase fino al 1843, quando fu ampliata distruggendo l'affresco con l'Incoronazione della Vergine - di cui rimangono alcuni frammenti esposti al Castello - sostituito con una volta neoclassica a cassettoni.
Nei primi decenni del XX secolo l'abside fu abbattuta e ricostruita. La decorazione a cassettoni venne sostituita con un mosaico che riproponeva il soggetto dell'Incoronazione della Vergine, scelto dopo un concorso a tema.
Degli altri affreschi originali rimangono pochi reperti, il più importante dei quali è il Ciclo di san Giusto, in cinque elementi, esposto nella cappella laterale.
Nell'interno sono contenuti molti dei manufatti sacri, fra cui il tesoro, celato dietro una grata di fattura barocca, che contiene tuttora molti oggetti di valore, sebbene nel 1984 sia stato saccheggiato. Esistono tuttavia pareri controversi su molti di questi oggetti, essendo evidente la loro difficile collocazione storica e geografica. Addirittura per il simbolo della città, cioè l'alabarda di san Sergio, patrono secondario della città, non è possibile definire un'origine certa né l'esatta epoca di forgiatura.

### I mosaici absidali bizantini
Le due absidi laterali (corrispondenti rispettivamente a quella della basilica di Santa Maria e del sacello San Giusto) sono decorate con magnifici mosaici, opera di maestranze veneziane e costantinopolitane.
L'abside di Santa Maria reca una splendida raffigurazione della Theotókos, seduta su un trono, su fondo oro, con il Bambino in braccio, affiancata da due arcangeli in deesis. Si tratta di una esecuzione di matrice costantinopolitana della prima metà del XII secolo, probabilmente eseguita in parallelo alla schiera degli Apostoli su un prato idilliaco, posta nell'emiciclo absidale sottostante, inquadrata in una cornicetta decorata, che invece spetta, per la morbidezza dei panneggi e le affinità delle fisionomie di alcune figure con quelle della Cattedrale Ursiana di Ravenna (Duomo di Ravenna), a un'équipe di mosaicisti veneziani, gli stessi formatisi nella scuola delle maestranze bizantine che decorarono la Basilica di San Marco nell'ultimo quarto dell'XI secolo. Come in Santa Maria Assunta a Torcello, gli apostoli sono rappresentati nella serie latina, cioè con Giacomo minore e Taddeo al posto di Marco e Luca.
Nell'abside destra invece spicca il Pantocrator, affiancato come in una deesis dai santi Giusto e Servolo. Le fattezze del Cristo -slanciato, severo e nobile - collocano la stesura di questo mosaico al primo XIII secolo, ad opera di mosaicisti bizantini.

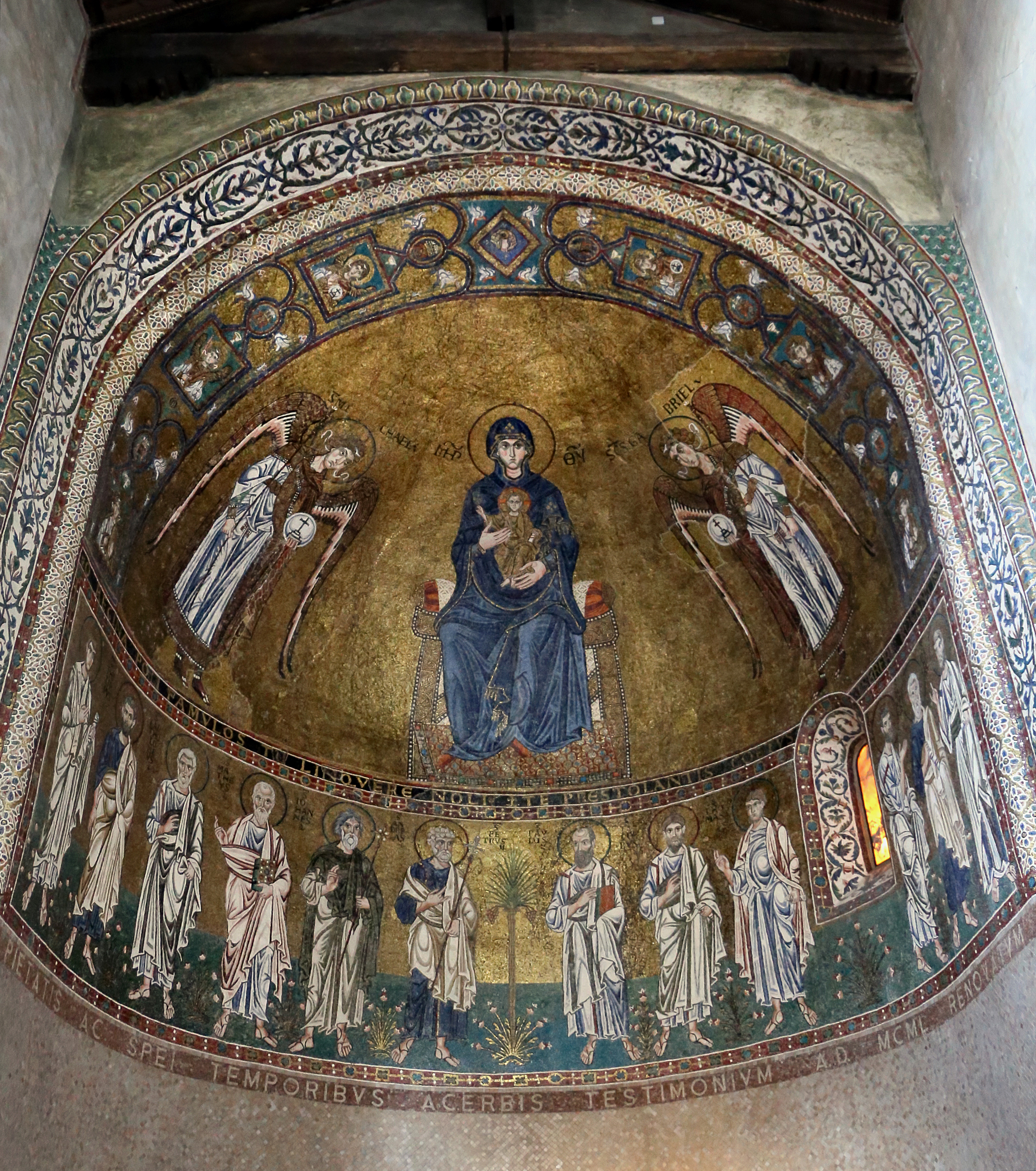
La calotta di Santa Maria Assunta
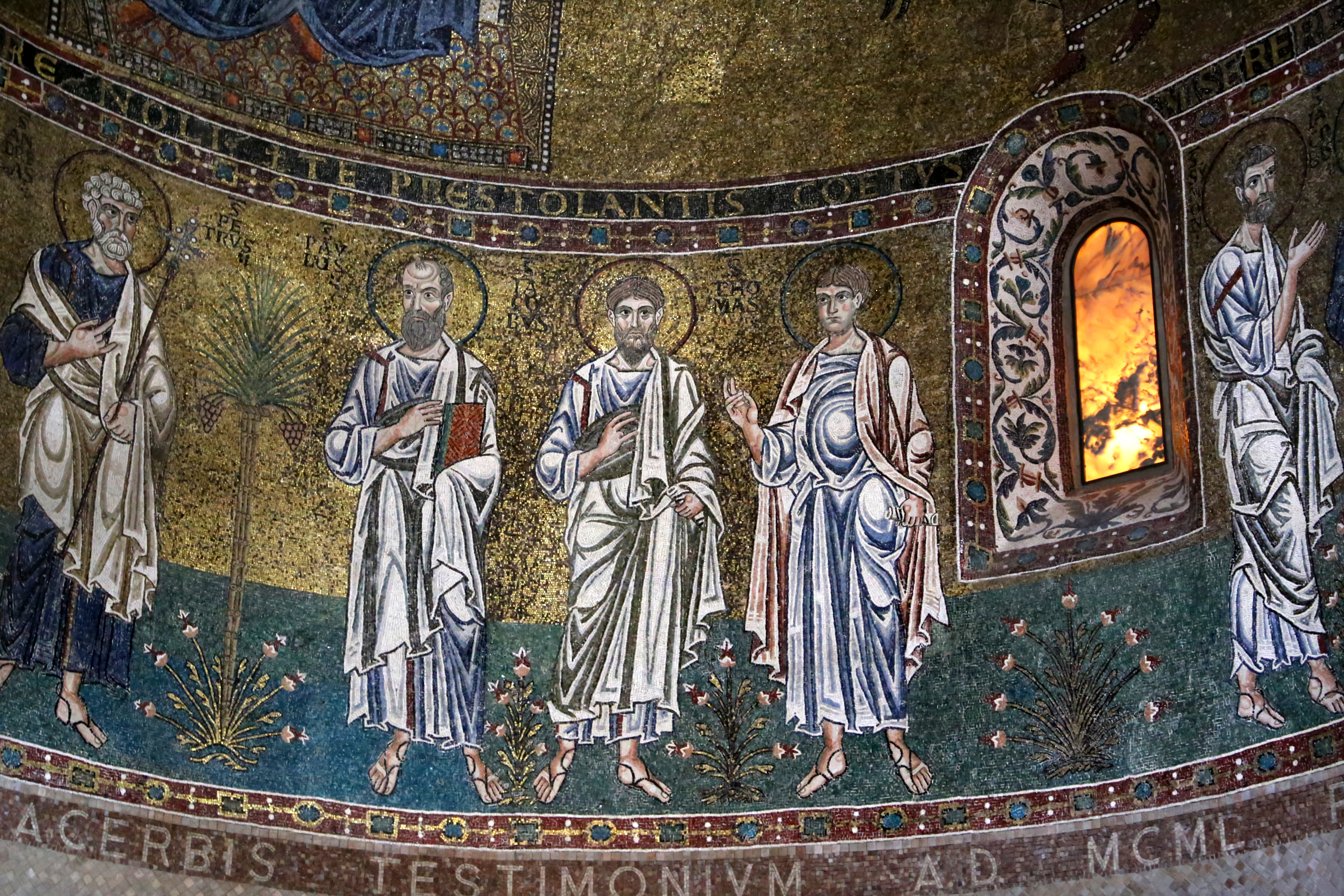
Dettaglio
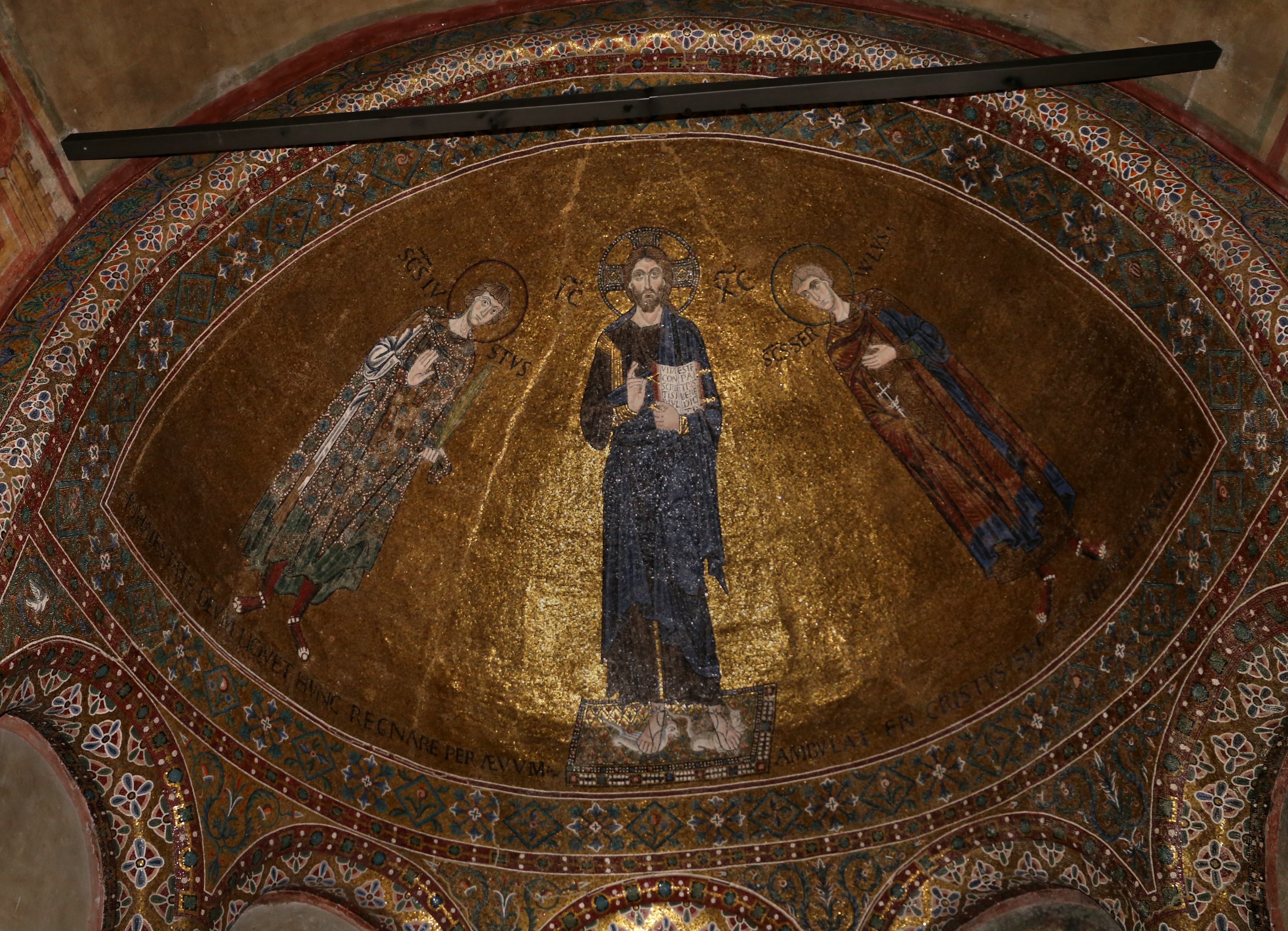
La calotta di San Giusto

### Organo
Sull'ampia cantoria a ridosso della parete di controfacciata, si trova l'organo a canne Mascioni opus 345, costruito nel 1922 al posto di uno strumento precedente costruito da Giovanni Tonoli nel 1860 e saccheggiato di tutte le sue canne durante la prima guerra mondiale. La costruzione di un nuovo organo venne affidata all'organaro Vincenzo Mascioni, che vi lavorò dal dicembre 1921 fino al novembre dell'anno successivo, quando l'opera venne inaugurata con una serie di concerti tenuti da Marco Enrico Bossi.
Nel corso del restauro necessario dopo la seconda guerra mondiale, effettuato dalla ditta Mascioni negli anni settanta, la fonica dello strumento venne adattata al gusto dell'epoca, le tastiere, originariamente due, portate a tre, le canne di facciata sostituite con altre canne nuove. Inoltre, il sistema di trasmissione fu trasformato da pneumatico in elettrico. Molto importanti per quest'opera di restauro furono la consulenza e l'esperienza di Emilio Busolini, organista della Cattedrale.
Al 2012 l'organo ha tre tastiere di 58 note ciascuna ed una pedaliera concavo-radiale di 30. La cassa in legno neoclassica che incornicia il rosone è quella originaria.

## Campanile e campane
Il campanile ospita cinque campane in scala di Sol2: si tratta del secondo concerto della regione per dimensioni, successivo a quello della cattedrale di Udine. Sono installate a slancio, ma solamente il concerto centrale (Si♭2, Do3, Re3) è a slancio friulano, un tipo particolare in cui le campane suonano in modo sincronizzato dalla più piccola alla più grande.
5ª campana: fusa nel 1467 da Giorgio da Lubiana - Mi3 calante
4ª, 3ª e 2ª campana: fuse nel 1953 da Lucio Broili (Udine) - Si♭2 calante (rifusa da De Poli nel 1999), Do3 calante e Re3 calante
Campana maggiore: fusa nel 1829 da Canciano da Venezia con il bronzo dei cannoni lasciati da Napoleone - Sol2